# 卡尔海因茨·弗尔斯特
卡尔海因茨·弗尔斯特（德語：Karlheinz Förster，1958年7月25日—），德国男子足球运动员，场上位置是后卫。他曾代表西德国家队参加1982年和1986年国际足联世界杯。

## 家庭
哥哥贝恩德·弗尔斯特。